# Carl Barks
 (décembre 2018).
Carl Barks est un auteur de bande dessinée et un scénariste de films d’animation américain né le 27 mars 1901 à Merrill (Oregon) et mort le 25 août 2000 à Grants Pass (Oregon). Employé par Western Publishing, un éditeur de comics américains pour Disney, il dessine pendant de nombreuses années des bandes dessinées mettant en scène le personnage de Donald Duck et ses proches.
Il a grandement étoffé l'univers de Donaldville, en créant notamment Balthazar Picsou et la plupart des personnages qui s'y rapportent. Jusqu'à Don Rosa, Marco Rota et Romano Scarpa, aucun auteur Disney n'a eu droit à autant de popularité que lui. Beaucoup de dessinateurs contemporains de BD Disney reconnaissent son influence.

## Biographie

### Jeunesse
Carl Barks est né le 27 mars 1901 à Merrill dans l'État de l'Oregon aux États-Unis dans une famille de cultivateurs. Après un déménagement en 1908 pour se rapprocher d'une ville sur la voie ferrée, il découvre les marchés ruraux et reste impressionné par les cow-boys et leurs revolvers. Après un échec financier de son père dans l'exploitation des légumes en Californie, la famille retourne en 1913 à Merrill.
De caractère solitaire et renfermé, l'année 1916 apporte des malheurs qui vont renforcer ces traits de caractère : la mort de sa mère, l'aggravation de ses problèmes d'audition et l'éloignement des écoles et collèges dans cet espace rural où il vit. Il est contraint d'abandonner ses études cette année‑là.

### Une période difficile
Il s'essaye à plusieurs emplois : fermier, bûcheron, gardien de mules et de vaches, imprimeur. Il déclare plus tard que cette période difficile lui a appris à résister à tous les coups durs par l'humour. Carl Barks assure que cette partie de sa vie a beaucoup influencé le caractère de ses futurs personnages Donald et Picsou. Donald est en effet un personnage qui passe de petit boulot en petit boulot sans jamais avoir de succès (et quand il en a ça se finit mal tout de même).
Barks déclare sur Picsou que son personnage a vécu dans sa jeunesse les mêmes problèmes que Donald, mais a réussi à s'en sortir par l'intelligence, la détermination et le travail. Picsou s'acharne à régler ses problèmes même si le résultat peut sembler futile. Barks déclare aussi que le caractère mélancolique, introspectif et secret de Picsou est inspiré du sien.

### Débuts en tant que dessinateur
Barks se décide alors de faire d'un passe-temps son métier : dessiner. Il adore les comic strips publiés dans les journaux, en particulier ceux signés Winsor McCay (connu pour Little Nemo) et Frederick Burr Opper (Happy Hooligan). Il reçoit alors quelques leçons de dessins par correspondance.
Il épouse en 1921 Pearl Turner (1904-1987) avec laquelle il a deux filles, Peggy (1923-1963) et Dorothy (1924-2014), et dont il divorce en 1930. Il retourne en 1933 à Merril dans la ferme paternelle et échoue à nouveau à lancer une carrière de fermier. Entre les petits boulots, il continue à essayer de vendre ses dessins aux journaux et finit par réussir dans le magazine Judge et le quotidien Calgary Eye Opener dont les bureaux sont à Minneapolis (Minnesota) où il emménage et rencontre sa deuxième femme, Clara Balken (épousée en 1938).

### Débuts chez Disney
En 1935, il commence à vendre ses dessins à d'autres journaux que le Calgary Eye Opener. En novembre 1935, il apprend que Walt Disney recherche des dessinateurs d'animation. Il entre dans la compagnie plus d'un an après la création du personnage auquel il est le plus lié, Donald Duck créé en juin 1934.
Il déménage à Los Angeles et commence comme intervalliste : il dessine tous les dessins répétitifs nécessaires pour créer l'animation. En 1936, ses qualités lui permettent d'intégrer le département des scénarios, où son imagination peut s'exprimer efficacement.
En 1937, Donald Duck devient le héros unique de ses aventures cinématographiques. Il ne sert plus de faire-valoir à Mickey Mouse. Barks se contente au début de fournir quelques pistes d'histoires, puis obtient le droit d'écrire ses propres histoires. Il figure entre autres au générique de Les Neveux de Donald (Donald's Nephews, 1938), Le cousin Gus (Donald's Cousin Gus, 1939), Timber en 1941 (« Timber » est le cri des bûcherons quand un arbre chute), The Vanishing Private, 1942 (un des épisodes de propagande de Donald soldat, « private » - ou « simple soldat » - dans l'armée américaine) et The Plastics Inventor (1944). Il soumet également quelques idées de gags pour les bandes quotidiennes Donald. Il s'agit de ses premières contributions en bandes dessinées Disney.
Capable d'une grande colère quand son travail est critiqué, Barks démissionne des studios Disney en 1942. Juste avant, il dessine avec Jack Hannah le premier album de Donald (comic book) sur un scénario de Bob Karp : L'or des pirates (Donald Duck Finds Pirate Gold). Le thème de la chasse au trésor par Donald et ses neveux est lancé et sera exploité par plusieurs générations de dessinateurs, le meilleur exemple étant Don Rosa.
Barks est engagé par l'éditeur de L'or des pirates, Western Publishing. Contrairement à son souhait de travailler sur ses propres créations, on lui confie les histoires de Donald Duck, mais il obtient le droit de tout faire seul : scénario et dessins. La première des six cent quatre-vingt-neuf histoires de Barks pour Western Publishing est The Victory Garden (10 pages, avril 1943) dans laquelle Donald tente de protéger son jardin de corbeaux.

### Un auteur prolifique
Pendant trois décennies, Barks ne cesse d'écrire et de dessiner autour du canard Donald. Il crée notamment Picsou le canard le plus riche du monde en 1947 avec l'histoire Noël sur le mont Ours (Christmas on Bear Mountain), Gontran Bonheur le canard le plus chanceux du monde, l'inventeur Géo Trouvetou, la sorcière Miss Tick, les Rapetou, l'organisation des Castors Juniors et le voisin Lagrogne. Tous ces personnages sont encore utilisés aujourd'hui.
Bien que les histoires sous licence Disney paraissent sans le nom de l'auteur, et juste accompagnées d'un numéro de série, les lecteurs remarquent qu'un même auteur réalise de nombreuses et populaires histoires de canards. Ils l'appellent « Good Duck Artist », avant qu'il ne sorte de l'anonymat : Carl Barks. Ce qui plaisait (et plaît encore dans ses histoires rééditées régulièrement) est l'humour omniprésent et des dessins en ligne claire tournés vers l'action.
Divorcé de sa deuxième femme Clara Balken en 1951, Barks épouse en 1954 Margaret « Garé » Wynnfred (1917-1993), artiste paysagère.

### Arrêt relatif de travail
Retraité en 1966, Barks obtient l'autorisation exceptionnelle de Disney de peindre des tableaux à l'huile représentant ses personnages. Face au succès de ses peintures et de ses histoires, il reste souvent modeste en disant qu'il avait fait ce métier pour gagner de quoi vivre, rien de plus. Il est sollicité pour sortir brièvement de sa retraite en écrivant des scénarios des Castors Juniors ainsi que quelques autres aventures de Donald et Picsou, qui sont dessinés par d'autres que lui.
En 1971, dans son essai Comix: A History of Comic Books in America, premier livre qui traite d’autres genres de comics que les super héros, l’historien Les Daniels révèle le nom de Carl Barks aux fans de bandes dessinées.
En 1981 sont publiés deux ouvrages associant les dessins de Carl Barks à Donald Duck et Picsou : 
- The Fine Art of Disney's Donald Duck chez Another Rainbow Publishing ;
- Walt Disney's Uncle Scrooge McDuck : His Life and Times chez Celestial Arts.

### Reconnaissance en fin de vie

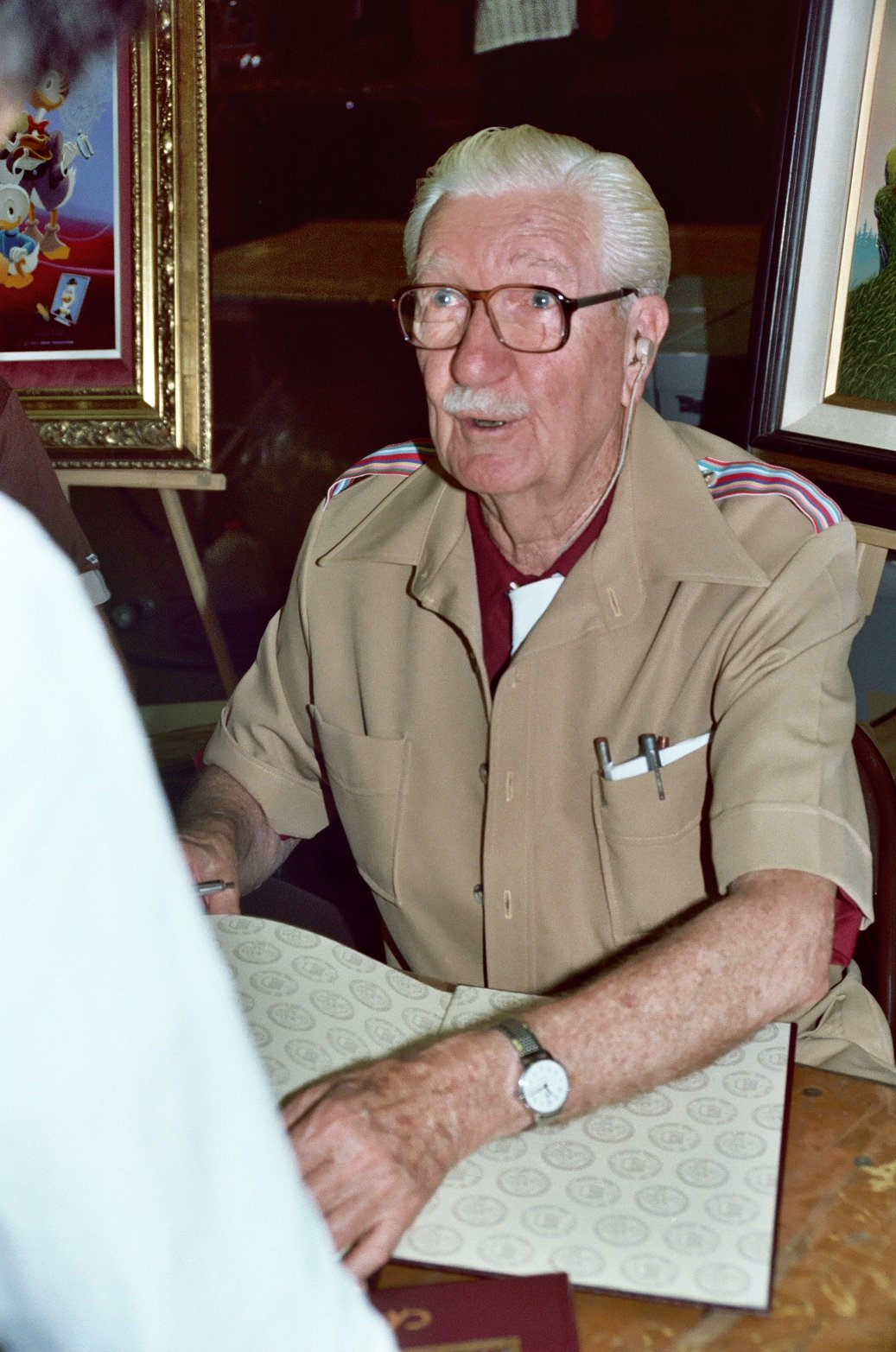
Carl Barks au San Diego Comic Con en 1982
(photographie d'Alan Light).

En 1994, âgé de 93 ans, Barks entreprend un long voyage en Europe afin de rencontrer les nombreux fans des canards qu'il a créés.
Carl Barks meurt à 99 ans, le 25 août 2000, d'une leucémie.

## Œuvres

### Quelques histoires célèbres de Barks
Sans compter les gags, Barks a créé plus de 450 histoires, dont la quasi-totalité fut traduite en France. Auteur prolifique, voici une liste non exhaustive de son œuvre :
- Noël sur le mont Ours, Christmas on Bear Mountain, décembre 1947 . Première apparition de Picsou.
- Le Secret du vieux château, The Old Castle's Secret, juin 1948.
- Une aventure la tête à l’envers, Adventure Down Under, 2 juillet 1948.
- Le Shérif du val Mitraille, Sheriff of Bullet Valley, 31 août 1948.
- Bombie le zombie, Voodoo Hoodoo, mars 1949.
- Perdus dans les Andes !, Lost in the Andes, avril 1949, avec les fameux œufs carrés.
- Sur les traces de la Licorne, Trail of the Unicorn, septembre 1949.
- Au pays des totems, Land of the Totem Poles, septembre 1949.
- La Lettre du Père Noël, Letter to Santa, novembre 1949.
- Le sablier magique, The Magic Hourglass, 16 mars 1950.
- Au temps des perses, In Ancient Persia, 21 mars 1950.
- Le temps des vacances !, Vacation Time, 13 juin 1950.
- Apparences Trompeuses !   , 21 novembre 1950.
- Dettes à la diète, Billions to Sneeze At[6], janvier 1951.
- Retour en Californie, In Old California, mai 1951.
- Noël à Pauvreville, A Christmas for Shacktown, janvier 1952.
- Pauvre vieil homme pauvre…, Only a Poor Old Man, mars 1952.
- Donald et le Casque d'Or (en), The Golden Helmet, juillet 1952.
- Retour au Klondike, Back to the Klondike, mars 1953.
- Le Mystère des Menehunes, The Menehune Mystery, mai 1953.
- Les Mystères de l'Atlantide (en), The Secret of Atlantis, juillet 1953.
- Arnach McChicane, ‘’The Horseradish Story, 21 juillet 1953.
- Des capsules pour Tralla La, Tralla La, juin 1954.
- Les sept cités de Cibola, The Seven Cities of Cibola, septembre 1954.
- La Fabuleuse Pierre Philosophale (en), The Fabulous Philosopher's Stone, octobre 1954.
- À la recherche de la Toison d'or, The Golden Fleecing, juin 1955.
- La couronne perdue de Gengis Khan, The Lost Crown of Genghis Khan!, novembre 1955.
- Rencontre avec les Cracs-Badaboums, Land Beneath the Ground!, 26 janvier 1956.
- Picsou contre Gripsou (en), The second-richest Duck, février 1956.
- Une affaire de glace, A Cold Bargain, août 1956.
- Les mines du roi Salomon, The Mines of King Solomon, février 1957.
- Un puits de dollars, The money well, mars 1958.
- Sur la piste des conquistadors, The Prize of Pizarro, août 1958.
- Le Trésor du Hollandais volant, The Flying Dutchman, mars 1959.
- Pêche aux perles, Deep Down Doings, juillet 1961.
- Sous le signe de Midas, The Midas Touch, septembre 1961. Première apparition de Miss Tick et de Miss Frappe. Son premier sou est nommé pour la première fois "vieux Sou numéro un"[7].
- Un rubis pour la haute, The Status Seeker, mai 1962.
- Au nord du Yukon, North of the Yukon, septembre 1965.

### Filmographie
Barks a, au début de sa carrière, participé à quelques cartoons des studios Disney.
- De l'autre côté du miroir (animation, 1936) un Mickey Mouse
- Don Donald (scénario, 1937)
- Inventions modernes (scénario, 1937)
- L'Entreprenant M. Duck (scénario, 1940)
- Donald fait du camping (scénario, 1940)
- Donald cuistot (scénario, 1941)
- Donald crève (scénario, 1943)

### Personnages créés par Barks
- Lagrogne (Mr. Jones), voisin de Donald (1943)
- Balthazar Picsou (Scrooge Mc Duck et surnommé Uncle Scrooge, 1947)
- Gontran Bonheur (Gladstone Gander, 1948)
- Les Castors Juniors (Junior Woodchucks, 1950)
- Les Rapetou (The Beagle Boys, 1951)
- Géo Trouvetou (Gyro Gearloose, 1952)
- Lili, Lulu et Zizi (April, May, June, 1953)
- Goldie O'Gilt (1953)
- Archibald Gripsou (Flintheart Glomgold, 1956)
- Filament (Little Helper, 1956)
- Gracié Rapetou (Grandpa Beagle, 1957)
- Crésus Flairsou (John D. Rockerduck, 1961)
- Miss Tick (Magica de Spell, 1961)
- Miss Frappe (Miss Quackfaster, 1961)

Barks a participé à l'élaboration de Gus Glouton et Daisy Duck (qu'il n'a jamais aimée et dont il ne revendiquait pas la paternité) pour leurs dessins animés respectifs Le Cousin de Donald (1939) et L'Entreprenant M. Duck (1940). Il est le créateur de Donaldville (Duckburg).

## Postérité
Les histoires de Carl Barks ont permis d'assurer la popularité de Donald Duck et des autres personnages de Donaldville dans de nombreux pays, notamment Balthazar Picsou, la plus populaire de ses créations. Elle dépasse ainsi en notoriété celle de Mickey Mouse, personnage fétiche de Disney, en Scandinavie.
Les dessinateurs européens de la branche italienne des éditions Disney ont utilisé le cadre laissé par Barks en modernisant le décor. Le personnage de Flairsou a été utilisé comme ennemi principal de Picsou, alors que son créateur Barks l'avait employé dans une seule histoire, tandis que Gripsou sera relativement délaissé, bien que Barks l'ait utilisé plus souvent. Barks a rencontré l'auteur italien Romano Scarpa en 1975 dans les locaux de Burbank de Disney. Lors de leur discussion,  Barks s'est dit intéressé par la personnalité du personnage Brigitte McBridge, créé par l'italien, et sa relation avec Picsou (une opportuniste folle amoureuse du « canard le plus riche du monde »). Plus tard, il lui envoya un dessin représentant Picsou ensorcelé par Brigitte grâce à un parfum reproduisant l'odeur de l'argent. Appréciant l'idée, Scarpa décide de l'exploiter dans une de ses  histoire.
À partir de 1986, un dessinateur américain, Don Rosa a décidé de créer des histoires de Donald et Picsou qui se veulent dans la continuité de l'univers de Carl Barks (au point de les placer chronologiquement dans les années où Carl Barks travaillait, c'est-à-dire avant 1967). À partir de quelques indications laissées par Barks sur le passé de Picsou (généralement des flashbacks servant à introduire une nouvelle aventure), Don Rosa dessina La Jeunesse de Picsou, une œuvre ample récompensée deux fois. Don Rosa a fait de toute son œuvre un hommage à Barks.

## Prix et récompenses
- 1971 : Prix Shazam du meilleur scénariste humoristique pour Junior Woodchucks
- 1971 : Prix Duckster (en) de Disney
- 1974 : Temple de la renommée de l'Academy of Comic Book Arts
- 1977 : Prix Inkpot
- 1987 :
  - Temple de la renommée Jack Kirby
  - Temple de la renommée Will Eisner (a posteriori)
  -  Prix Sproing de la meilleure bande dessinée étrangère pour Donald Duck : Périple Perse
- 1990 :
  -  Adamson d'or pour l'ensemble de son œuvre
  -  Prix Urhunden spécial pour l'ensemble de son œuvre
- 1991 : Disney Legends
- 1996 : Prix du meilleur scénariste des lecteurs du Comics Buyer's Guide
- 1997 :  Prix Sproing de la meilleure bande dessinée étrangère pour Donald Duck : Le Trésor de Marco Polo
- Membre du temple de la renommée du cartoon William Randolph Hearst

Posthume
- 2012 : Prix du patrimoine pour La Dynastie Donald Duck – Intégrale Carl Barks Tome 4, Festival international de la bande dessinée[10]
- 2016 : Temple de la renommée Harvey Kurtzman